# 北山院摩崖造像及刻經
北山院摩崖造像及刻經位於四川省綿陽市遊仙區，文物遺址年代判定為唐至宋。2012年7月16日公佈為第八批四川省文物保護單位。
北山院摩崖造像及刻經位於四川省綿陽市游仙區魏城鎮先鋒村的北山上，現存造像14龕，並刻有《般若金剛波羅密多心經》和《佛頂尊勝陀羅尼經》兩部經典。北山院造像龕型以方形龕為主，造像題材有彌勒佛、觀世音、地藏與十王等，保存狀況較好。地藏與十王經的內容在民間有廣泛影響，尤其是地獄與十王的概念流傳很廣，魏城北山院的這龕造像不但刻出了十王的內容，人物刻畫生動，還將十王名稱一一標出。北山院摩崖造像及刻經是研究宋代四川特色佛教造像形成原因和風格源流的重要材料。1985年，綿陽市人民政府公佈為市級文物保護單位。